# ペディキュア

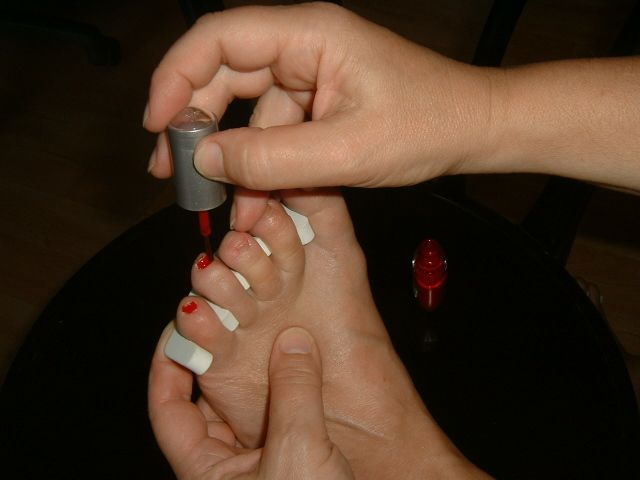
マニキュア液を足に塗る

ペディキュア (Pedicure) は、マニキュアの一種で、足の爪や足そのものの見た目をよくする方法のひとつ。
足の爪のケアだけでなく、踵にある角質化した皮膚細胞を軽石でこすり落とすことも含まれる。また一方、装飾性が高いものもあり、足の爪へのネイルアートもさかんに行われている。
ペディキュアは、足の爪の不調や病気を防ぐ効果をもたらす。
語源は、足を意味するラテン語 pedisと、手入れを意味するラテン語 cura。

## 足のケア
足や膝のみならず、手や腕に対して行われるマッサージも、ペディキュアやマニキュアを施すのに重要である。これは、ペディキュアやマニキュアを施される側がリラックスする環境を作る。
フット・リフレクソロジーは、体全体を通して神経の働きを滑らかにすると言われており（リフレクソロジー参照）、フット・リフレクソロジーはフット・マッサージをするのに幅広く使われている。
フット・マッサージには、温熱効果を加えるために適度に熱した石を用いたり、足を若返らせるためにメンソール入りのクリームを使うものもある。

## 使用道具
- タオル
- 脱脂綿
- ローション
- 足用爪きり
- キューティクルクリーム
- キューティクルニッパーもしくはキューティクルプッシャー
- アセトン
- オレンジウッドスティック
- フットバス
- 薬用セッケン
- トゥーセパレーター